# Sztoikus Filozófusok Főiskolája
A Sztoikus Filozófusok Főiskolája (angolul: College of Stoic Philosophers) egy amerikai székhelyű, de távoktatás formájában globálisan működő nonprofit oktatási intézmény, amelyet Erik Wiegardt sztoikus filozófus alapított 2008-ban. Az iskolát kifejezetten úgy alakították ki, hogy amennyire csak lehet, módszereiben és gyakorlatában kövesse az ókori Athén sztoikus iskoláját és az ahhoz kapcsolódó filozófiai közösséget. Jelenleg a Delaware államban bejegyzett Sztoikus Filozófiáért Alapítvány az intézmény fenntartója. Tanárai szinte kizárólag a végzett hallgatók közül kerülnek ki.

### Tanterv
A Főiskola tanterve kifejezetten a klasszikus sztoikus filozófiára összpontosít, tükrözve az ókori Sztoa tantervében szereplő három területet: a logikát, a fizikát és az etikát. Az iskola felkészítő tanfolyamot kínál tinédzsereknek, sztoikus alapvető tanulmányok kurzust (négy hónapos időtartamú) felnőtteknek, valamint egy éves Marcus Aurelius programot.

### Oktatók
Klasszikus mintára az intézmény vezetője a szkholarkhész címet viseli. Az alapító szkholarkhész Erik Wiegardt volt (2008-2021). Nyugdíjba vonulását követően Christopher Fisher vette át a tisztséget. 2022 végén a Főiskolának 20 aktív oktatója volt, s a végzett hallgatók 37 különböző országból származtak.

### Kiadványok
A Főiskola havi kiadványt ad ki The Stoic Philosopher címmel. Emellett az intézmény nyilvános hozzáférést biztosít a ritka sztoikus könyvek gyűjteményéhez, valamint a szkholarkhész állandó gyűjteményéhez.